# Padwa
Padwa (wł. Padova, łac. Patavium, wen. Pàdova/Pàdoa) – miasto i gmina na północy Włoch w regionie Wenecji Euganejskiej, położone na Nizinie Padańskiej w jej północno-wschodniej części nad rzeką Bacchiglione. Jest trzecim co do wielkości miastem pod względem liczby ludności w regionie po Wenecji i Weronie. Liczba mieszkańców Padwy (w granicach miasta) wynosi ok. 208 tysięcy na obszarze 93,03 km², co czyni je pierwszym miastem w Wenecji Euganejskiej pod względem gęstości zaludnienia. Miasto jest stolicą prowincji Padwa (wł. Provincia di Padova), w której mieszka 930 848 mieszkańców.
Padwa, wraz z Wenecją i Treviso należą do obszaru metropolitalnego Padwa-Treviso-Wenecja (PaTreVe), który liczy około 2 700 000 mieszkańców.

## Historia
- założona w IV wieku p.n.e. przez Wenetów pod nazwą Patavium
- całkowicie zniszczona przez Longobardów na początku VII w.
- 774 – Karol Wielki zdobywa miasto[8] co kończy panowanie Longobardów;
- od XII w. niezależna republika ze sławnym uniwersytetem drugim po Bolonii, wykładał tutaj Galileusz, studiował Mikołaj Kopernik, Jan Kochanowski oraz Jan Zamoyski
- wiek XVIII pod panowaniem Wenecji
- 28 kwietnia 1797 zdobycie miasta przez wojska francuskie
- od 17 października 1797 po pokoju w Campo Formio we władaniu Austrii
- od 26 grudnia 1805 w utworzonym przez Napoleona I – Królestwie Włoch
- 30 maja 1814 na mocy traktatu paryskiego ponownie pod panowaniem Austrii
- 8 lutego 1848 próba zbrojnego powstania stłumiona przez wojska austriackie w jej następstwie zamknięcie uniwersytetu aż do 1850
- 3 października 1866 po pokoju wiedeńskim miasto wraz z Wenecją weszło w skład Królestwa Włoch
- 3 listopada 1918 zakończenie I wojny światowej podpisaniem zawieszenia broni w pobliskiej Villa Giusti (Pietro Badoglio/Viktor Weber Edler von Webenau)

24 lutego 1842 roku urodził się tutaj Arrigo Boito, włoski kompozytor (Mefistofeles na podstawie Fausta Goethego) i librecista  znany ze współpracy z Giuseppe Verdim (Otello, Falstaff) czy Amilcare Ponchiellim (Gioconda) oraz innymi kompozytorami.

## Zabytki i turystyka
- Romańsko-gotycko-bizantyjska bazylika św. Antoniego (1232-1307)
- Katedra i baptysterium (XI-XII w.)
- Palazzo del Bo (historyczna siedziba uniwersytetu), wewnątrz m.in. sala Anatomicum z 1594 r.
- Teatr anatomiczny
- Kaplica Scrovegnich z freskami Giotta (XIV w.)
- Palazzo della Ragione z 1219 roku, największa hala bez podparcia kolumnami w Europie o wysokości 24 metrów
- Plac Prato della Valle z XVIII wieku
- Bazylika św. Justyny z Padwy (Santa Giustina) z opactwem benedyktynów i grobem św. Łukasza Ewangelisty
- Loggia Gran Guardia (1493–1526)
- Casa de Ezzelino (XII w.),
- Loggia del Consiglio (XV-XVI w.),
- Palazzo del Capitanio – rezydencja weneckiego gubernatora na Piazza dei Signori
- Oratorio di San Giorgio z freskami Altichiero
- Pomnik Gattamelaty autorstwa Donatella
- Scuola del Santo z freskami Tycjana
- Najstarszy na świecie ogród botaniczny (1545)
- Kościół Augustianów w Padwie (Chiesa degli Eremitani) z XIII wieku
- Kościół św. Zofii z X wieku, z absydą z wieku XII – najstarszy kościół w mieście
- Kościół San Gaetano
- Caffè Pedrocchi z XIX wieku
- Most San Lorenzo z czasów rzymskich
- Fortyfikacje miejskie z XVI wieku o długości 11 km

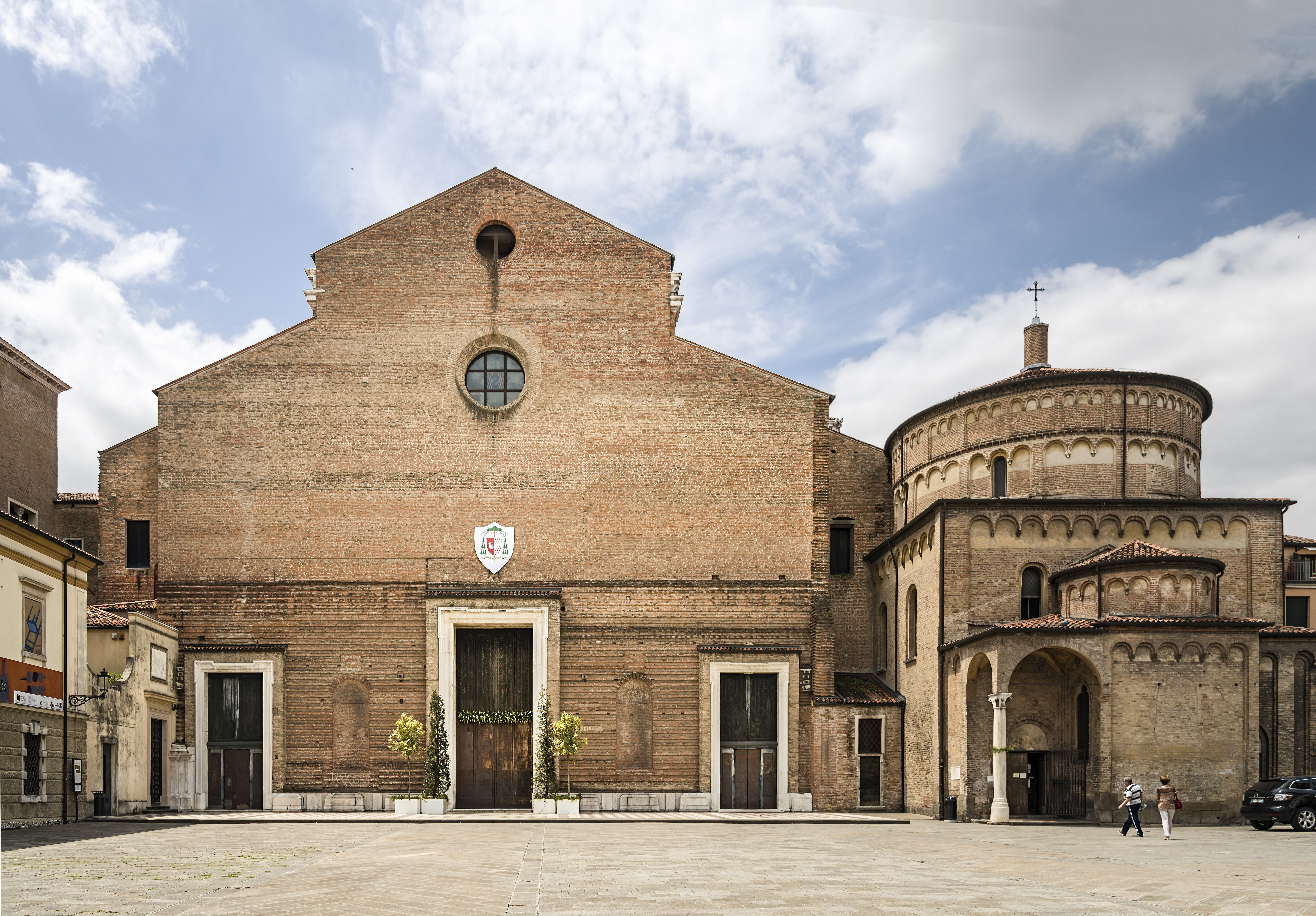
Katedra i baptysterium
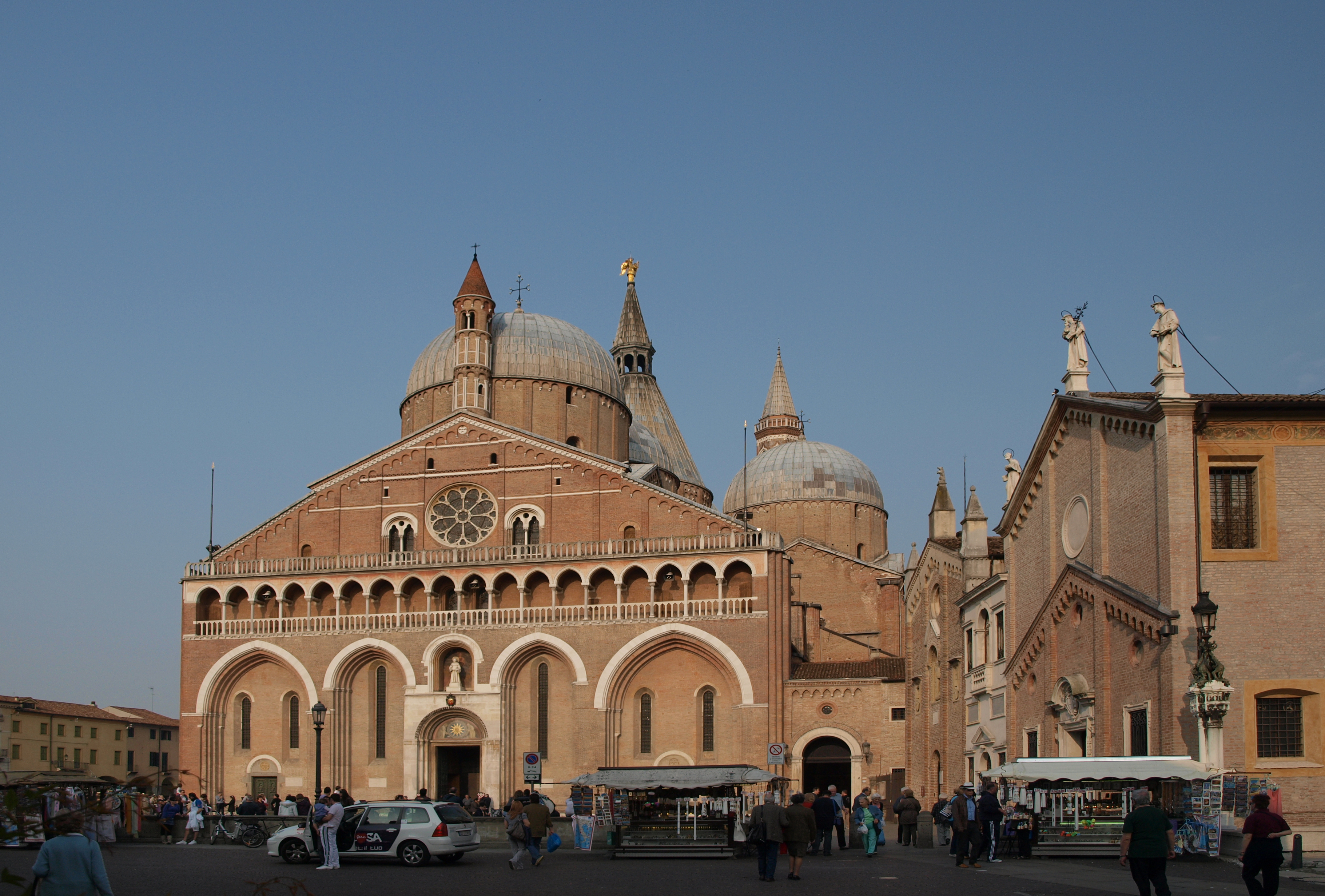
Bazylika św. Antoniego
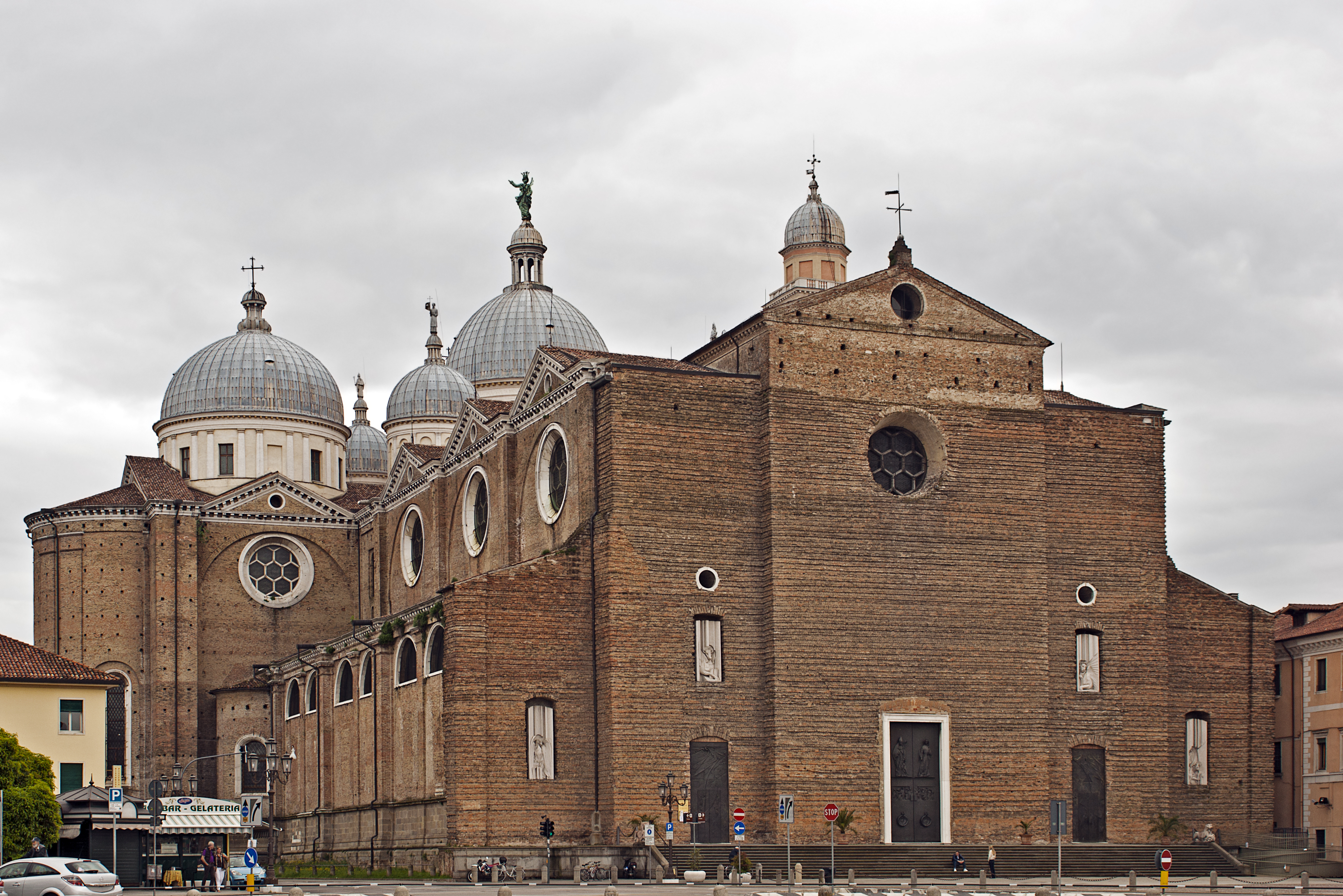
Bazylika św. Justyny
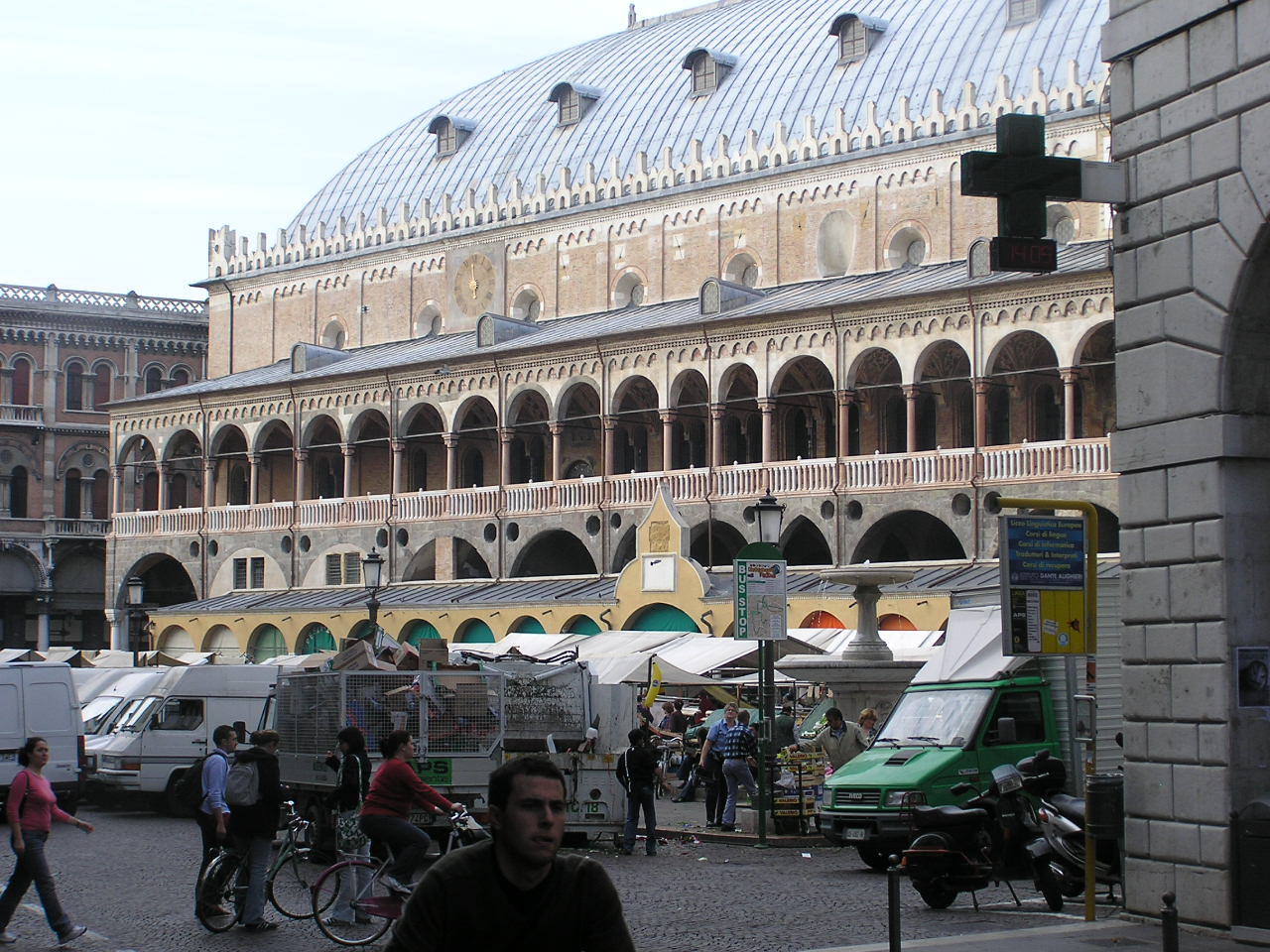
Palazzo della Regione
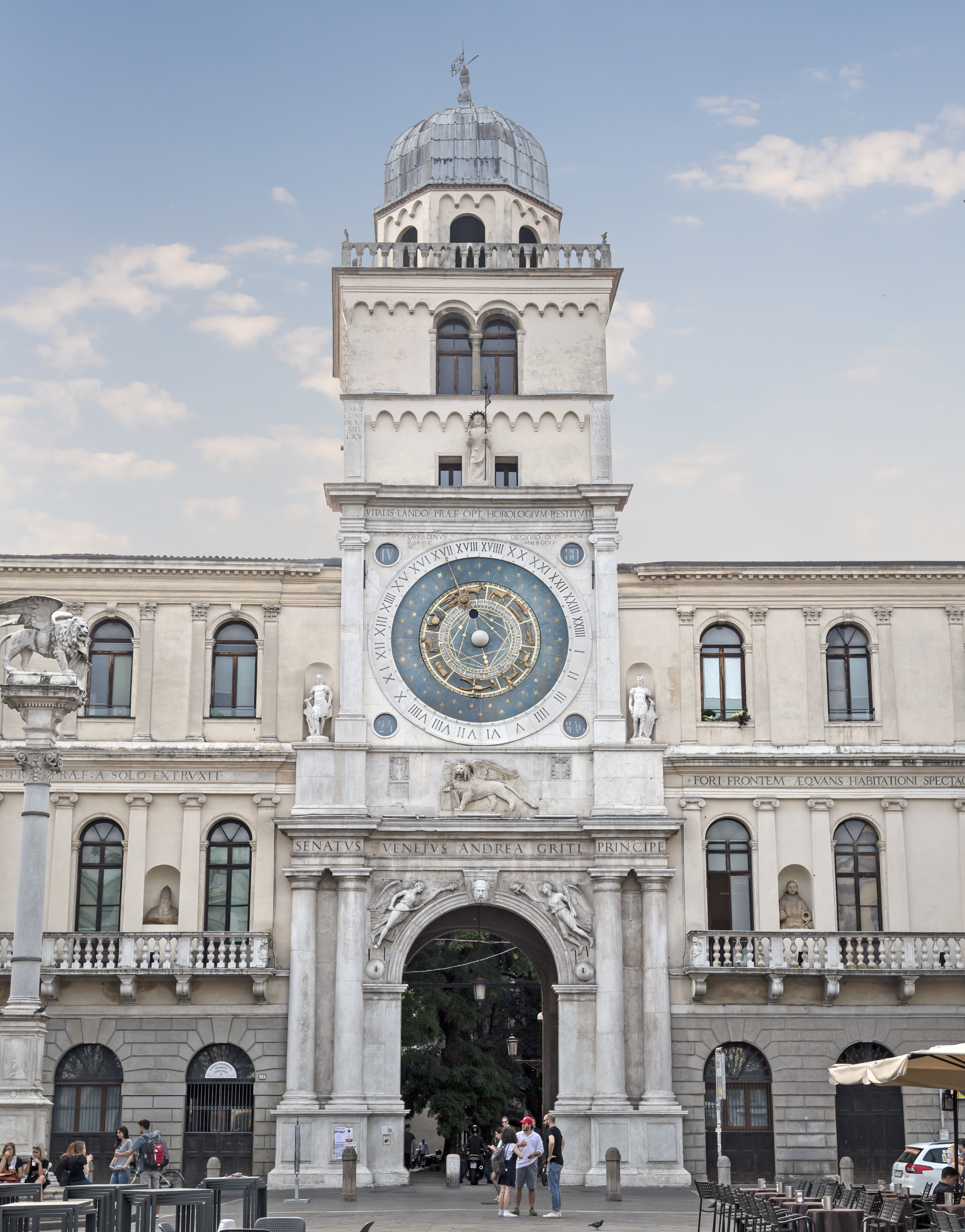
Palazzo del Capitanio
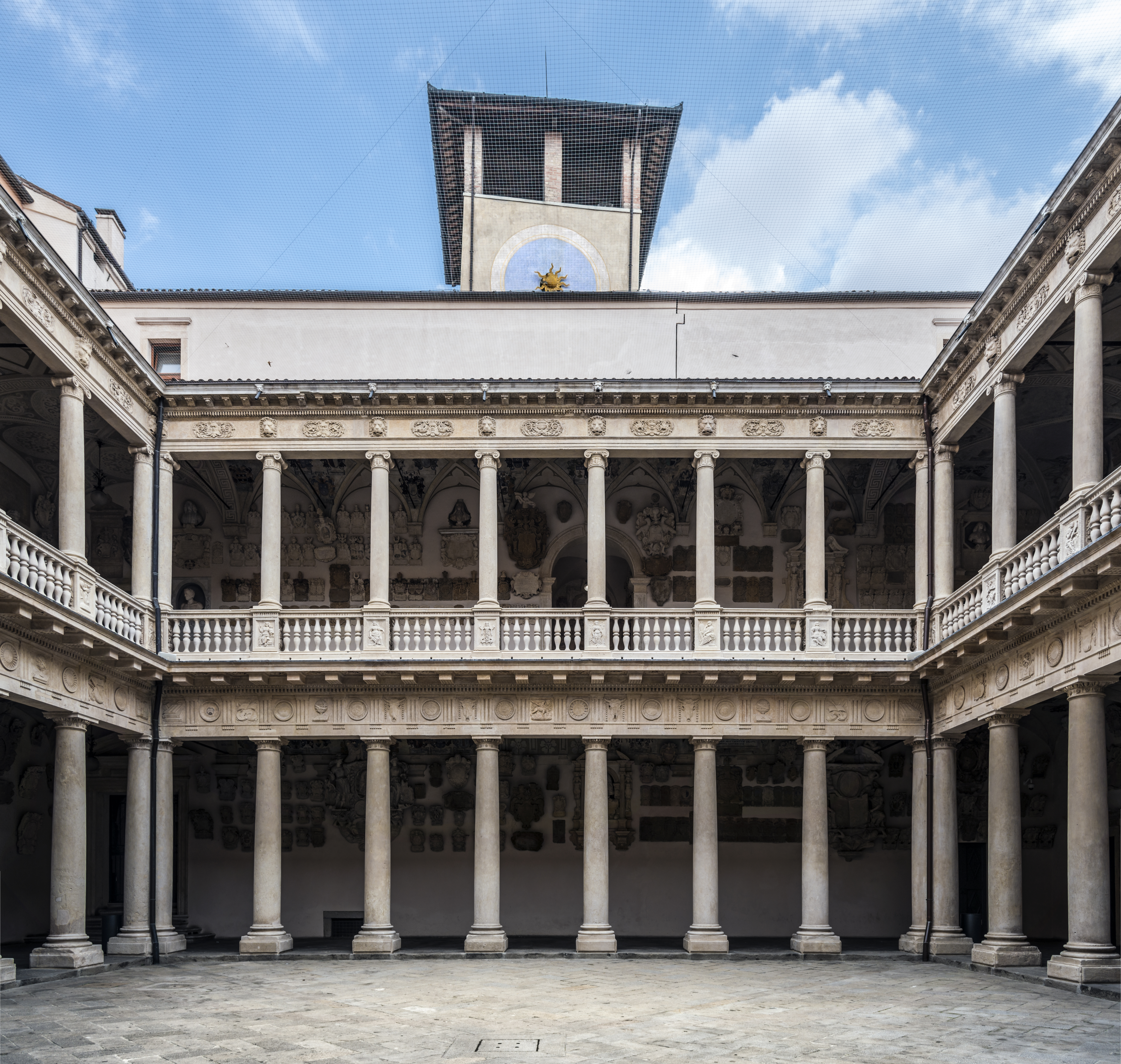
Palazzo del Bo
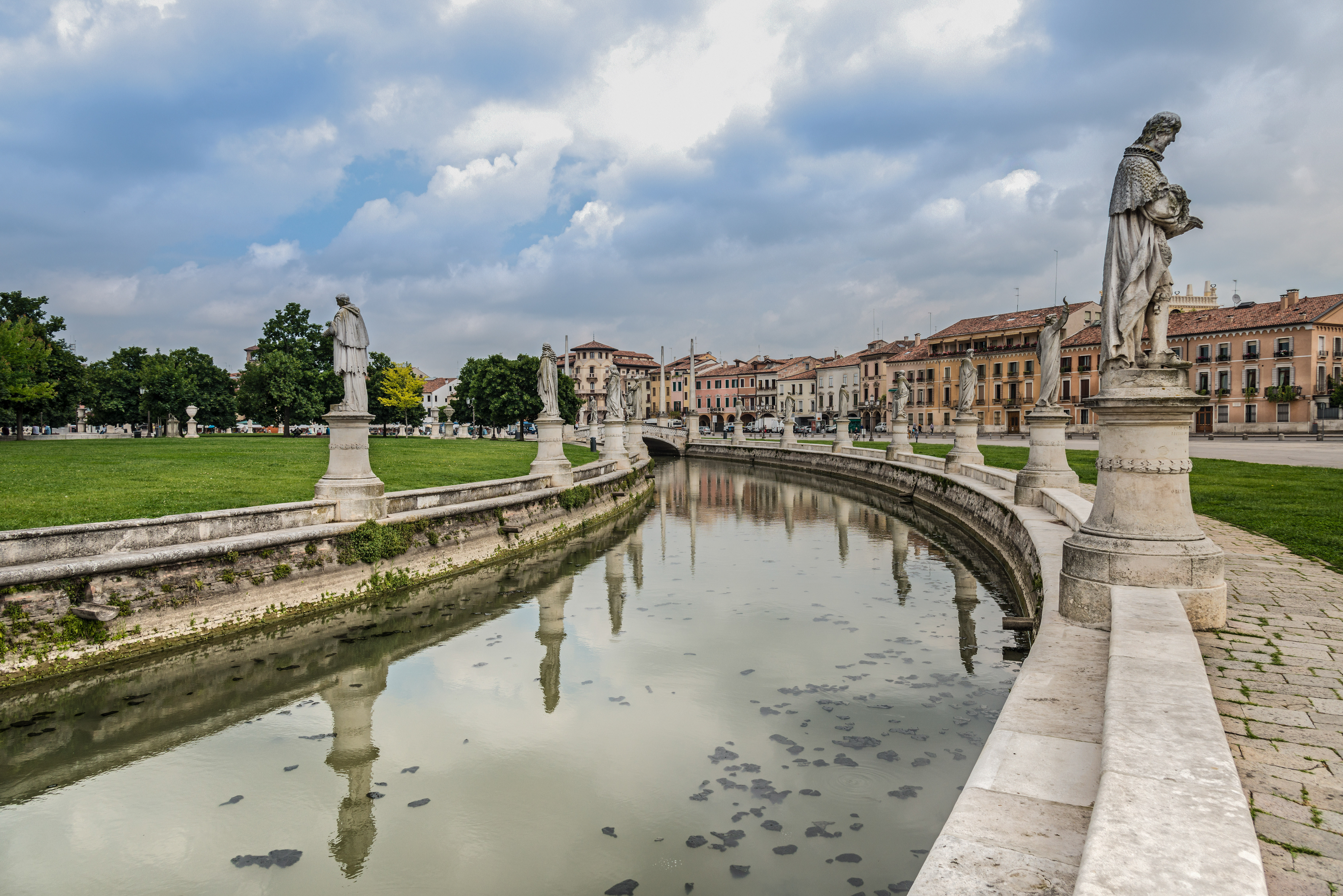
Plac Prato della Valle
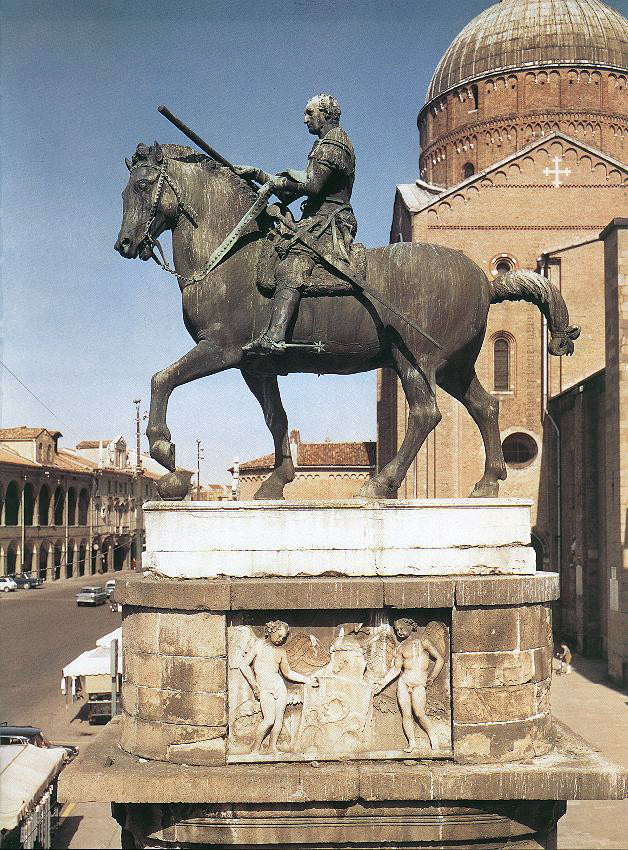
Posąg kondotiera Gattamelaty

## Transport
W mieście znajduje się stacja kolejowa Padova. Od 24 marca 2007 roku działa w mieście linia translohr.

## Miasta partnerskie
- Francja: Nancy
- Niemcy: Fryburg Bryzgowijski
- Stany Zjednoczone: Boston
- ChRL: Handan
- Rumunia: Jassy
- Mozambik: Beira
- Portugalia: Coimbra
- Włochy: Cagliari
- Chorwacja: Zadar
- Wielka Brytania: Oxford